# مارغريت ديفيس بوين
مارغريت ديفيس بوين (بالإنجليزية: Margaret Davis Bowen)‏ هي مُدرسة أمريكية، ولدت في 24 مايو 1894، وتوفيت في أبريل 1976.